# ビッグ・ドーム
ビッグ・ドームは、バッド社が1954年にアッチソン・トピカ・アンド・サンタフェ鉄道（サンタフェ鉄道）向けに製造したステンレス製流線型展望ドームカーである。
ビッグ・ドームは合計14両が2次にわたって製造され、サンタフェ鉄道の旅客営業がアムトラックに譲渡される1971年まで、同鉄道のさまざまな列車で運用された。
サンタフェ鉄道は1両をプライベートカーとして残し、残りの13両は旅客とマイカーを一緒に輸送する列車「オートトレイン」を運行するオートトレイン社に売却した。オートトレイン社はこれらのビッグ・ドームをその後10年以上にわたって使用した。
状態は様々であるが、2両を除き現存している。

## 設計（概要）

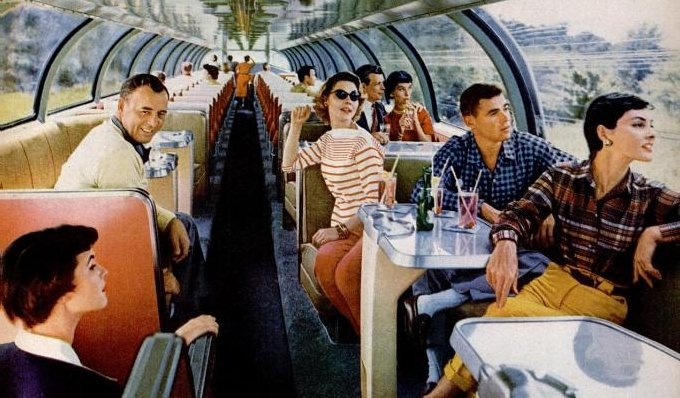
2階展望席車内（ライフ誌1954年11月号掲載の広告より）

ビッグ・ドームの導入以前、サンタフェ鉄道はプルマン社のプレジャー・ドーム6両をスーパー・チーフ号で使用していた。これは一等旅客のためのラウンジ車で、2階部分がパーラーカー（展望室）、1階は個室食堂というものだった。このような車輌は、2階ドーム部分が車輌中央の一部だけにあり全長におよんでいなかったことから「ショート・ドーム」(short domes)と呼ばれた:90-91。
これに対し、サンタフェ鉄道が新たに導入した「ビッグ・ドーム」は、その2年前にプルマン社がミルウォーキー鉄道向けに製造した「スーパー・ドーム」のような総2階建ての「『全長』ドーム」("full-length" domes)であった。
ビッグ・ドームは2階に一般客席が57席、さらにソファーやボックス席など18人分のラウンジスペースを備えた。 
1階部分の構成は前期製造分と後期製造分で異なり、初期製造の8両（506-513号車）はカクテル・ラウンジと救護室からなっていたのに対し、後期製造の6両（550-555号車）は小さなバーラウンジと乗務員仮眠室で構成されていた。また、いずれも1階部分の大半は空調設備などの機械室で占められていた:195-196。カクテル・ラウンジ室内は、他のサンタフェ鉄道の列車と同様に「ユニークなインディアン装飾」でデザインされていた。
1971年、オートトレイン社が13両のビッグ・ドームを買い取った際、車内の改装が行われた。リクライニングシートは固定座席に交換され、客席定員は51名に減少した。また、うち2両は2階ラウンジスペースを「ナイトクラブ」に改装された:248。

## 運用の歴史

### サンタフェ鉄道時代
サンタフェ鉄道には1954年の1月から5月にかけて14両のビッグ・ドームが届けられた。デビュー当時の広告では、ビッグ・ドームは「世界一美しい鉄道車両」と宣伝された。カクテル・ラウンジを備えた1次車はエル・キャピタン、シカゴアン、カンザスシティアンで使われ、乗務員仮眠室のある2次車はサンフランシスコ・チーフで使われた。しかし、ビッグ・ドームが導入された1954年には既に後継のハイレベル客車の試作車2両が運用に入っていたこともあって、「エル・キャピタン」でのビッグ・ドームの運用は早くも1956年に完全に消滅している:196。その後、ビッグ・ドームは「チーフ」に回され、列車の運行自体が休止になる1968年まで使われた。サンタフェ鉄道での最後の運用は「テキサス・チーフ」号であった:196。

### アムトラック発足後
1971年に発足しサンタフェ鉄道の旅客列車を引き継いだアムトラックは「テキサス・チーフ」号の運行は継続したが、ビッグ・ドームは購入しなかった。この背景には、サンタフェ鉄道とアムトラックとの間でハイレベル客車共々購入価格が折り合わず、交渉が難航していたという事情があった。ビッグ・ドームについては、アムトラックへのハイレベル客車の売却が決着する前に新たに発足したオートトレイン社から好条件での購入案が持ち込まれ、譲渡に至った。テキサス・チーフ号でのビッグ・ドームの運行は、1971年9月にサンタフェ鉄道が全14両中13両をオートトレイン社に売却するまで続けられた:119。

### 現状
1981年にオートトレイン社が倒産したのち、ビッグ・ドーム各車は散り散りになった。うち2両（550号車と555号車）は既に廃車にされている。
残りの12両の現状は以下の通りである：
- BNSF鉄道とノーフォーク・サザン鉄道がそれぞれ1両ずつビジネスカー（プライベートカー）として保有している。
- 観光鉄道のロイヤル・ゴージ・ルート鉄道（英語版）が2両を運行している。
- 8両をアイオワ・パシフィック・ホールディングス（英語版）が保有している。